# 韓益洙
韓益洙（韓語：한익수，1912年10月15日—1978年9月5日），北韓政治人物及軍官，游擊隊派人，官至駐華大使、朝鮮勞動黨中央政治局委員及黨中央委員會審查委員會委員長。

## 生平
韓益洙的出生地不詳，早期事跡也不太清楚，只知他在1931年加入朝鮮人民軍的前身朝鮮人民革命軍，並在1937年與金日成等人參與普天堡之役。1945年，日本投降，二戰結束，韓益洙繼續為北韓政府效力，並在後來升為連長。其後，他被委任為姜健軍官綜合學校（강건종합군관학교）校長。韓戰爆發前，他已升至上將。1961年，他躋身黨中央委員。1962年至64年間，被派到北京當駐華大使，並在同期當選為最高人民會議的代議員。1968年，更晉升為朝鮮人民軍總政治局局長。翌年，入選政治委員會候補委員。
1970年，韓益洙成為政治委員會委員。兩年後，他獲金日成勛章。1977年，他被委任為黨中央委員會審查委員會委員長。翌年去世，平壤政府為表揚其功勞故把他安葬在革命烈士陵，並為他鑄造半身銅像。

## 資料來源
1. 1 2 3 4 5 6  .   [2014-01-16]. （原始内容存档于2014-01-16）.